# PSD2-direktivet
PSD2-direktivet, eller Revised Payment Service Directive 2 (EU), er et direktiv hvor EU implementerede en række regler og forordninger, der skal gøre det lettere for nye aktører at udbyde betalingstjenester indenfor EU. PSD2-Direktivet, eller PSD-II, blev vedtaget af Europa-Parlementet d. 25. November 2015. I Danmark blev direktivet implementeret med Lov om Betalinger i 2018.

## Formål
Helt kort betyder direktivet, at bankerne med kundens accept nu skal give adgang til kundernes konto eller kontoinformationer til andre virksomheder.
Det åbner for en lang række af virksomheder nu kan tilbyde kunderne ydelser og services på baggrund af adgangen til kundens kontoinformationer. F.eks. vil kunden kunne få et samlet overblik over transaktioner på tværs af bankkonti, budgetservices, der kan være nemmere og mere overskuelige for kunden at benytte, og ikke mindst åbner det op for betalingstjenester, som kan iværksætte betalinger på kundens bankkonto med kundens accept.
PSD2 har bl.a. til formål at skabe øget konkurrence i betalingssektoren og banksektoren, og derved reducere forbrugernes omkostninger.
Overordnet set skaber det to områder for virksomheder, som ønsker at tilbyde kunderne diverse ydelser og services med PSD2: AISP (Account Information Service Provider) og PISP (Payment Initiation Service Provider)
I Danmark er det Finanstilsynet, som fører tilsyn med virksomheder, der ønsker at udbyde services som enten AISP eller PISP.

## AISP
En AISP, eller Account Information Service Provider, tilbyder information om en kundes bankkonto eller bankkonti. Dette åbner for ydelser eller services, der kan give kunderne et bedre overblik over deres økonomi, budgetservices, der gør det nemmere for kunden at overholde budgetter eller services der kan tjekke kundens økonomi igennem, og evt. komme med forslag til optimering af kundens økonomi.
En PISP, eller Payment Initiation Service Provider, tilbyder services hvor der igangsættes betalinger på kundens vegne. Betalingen sker uden brug af betalingskort, da PISP’en med kundens accept får lov til at overføre beløb fra direkte fra kundens konto.
I dansk sammenhæng er den mest kendte PISP MobilePay, som siden 2018 fik integreret konto-til-konto overførsler. MobilePay kan benyttes af overførsler mellem privatpersoner eller ved køb af varer på nettet.
Lunar Way er en anden dansk udbyder, som siden 2018 har haft licens som PISP, og som samtidig har været klassificeret som såkaldt neobank.
Da en PISP får adgang til kundens konto med henblik på at kunne foretage overførsler, er kravene og reguleringen til en PISP langt højere end til en AISP. Der stilles blandt andet høje kapitalkrav til en PISP, udover de krav der er til sikkerhed, databeskyttelse m.m., som også stilles til en AISP.